# Marbostel (Soltau)
Marbostel ist ein Ortsteil der Stadt Soltau im Landkreis Heidekreis in Niedersachsen. Die Ortschaft hat ca. 105 Einwohner.

## Geografie
Marbostel liegt in der Lüneburger Heide südlich von Soltau am Fluss Böhme.
Zu Marbostel gehören die Weiler Dannhorn und Meßhausen.
Durch Marbostel verlaufen die A 7 und die Kreisstraße 13.

## Geschichte
Am 1. März 1974 wurde Marbostel bei Soltau (offizieller Name der Gemeinde) in die Stadt Soltau eingegliedert.

## Politik
Ortsvorsteher ist Hans-Peter Luttmann.

## Kultur und Sehenswürdigkeiten
- In Marbostel befindet sich ein Teil des Naturschutzgebietes Schwarzes Moor bei Dannhorn.

In der Liste der Baudenkmale in Soltau sind für Marbostel neun Baudenkmale – allesamt Höfe – aufgeführt.